# Karbowanez
Karbowanez (Singular und Plural gleich; ukrainisch Singular: Карбованець Karbowanez, Plural: Karbowanzi / Karbowanziw, Betonung: Karbówanez) war eine Währungseinheit der Ukraine in drei verschiedenen Epochen des 20. Jahrhunderts.

## Etymologie
Der Terminus Karbowanez entstand in 18. Jh., als während einiger Jahrzehnte Rubelmünzen mit schiefen Kerben („karb,-en“ auf Russisch und Ukrainisch) auf dem Rand statt Randschriften herausgegeben wurden, weshalb diese Münzen „Karbowanez“ genannt wurden.

## Erste Epoche
In den Wirren nach der Oktoberrevolution, in der auf bis dahin russischem Gebiet gegründeten Ukrainischen Volksrepublik, hieß die erste Währung Karbowanez. Nach dem Zusammenschluss mit der auf dem ehemaligen Habsburgergebiet entstandenen Westukrainischen Volksrepublik am 22. Januar 1918 beschloss der Zentralrat am 1. März 1918 die Einführung einer neuen Währungseinheit: die Hrywnja im Wert eines halben Karbowanez. Vorerst wurden weiterhin Karbowanez ausgegeben, die dann gleichzeitig mit den Hrywnjas im Umlauf waren.

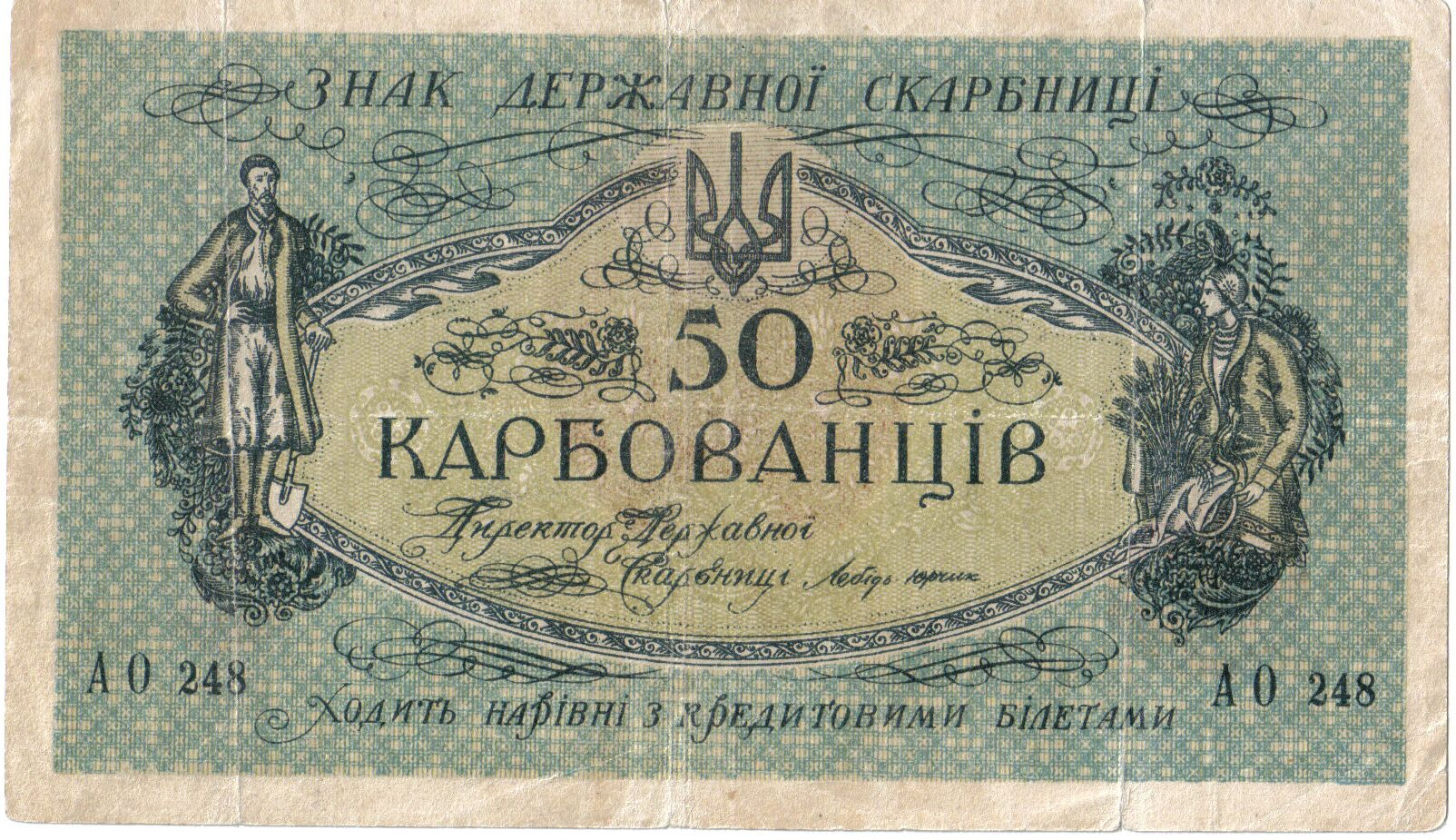
50 Karbowanez (1918)

Ausgabe der Geldscheine in chronologischer Reihenfolge:
- 5. Januar 1918 – 100 Karbowanez
- 6. April 1918 – 25 und 50 Karbowanez
- 17. Oktober 1918 – 10, 100 und 500 Hrywnja
- Oktober 1918 – 1000 und 2000 Hrywnja
- August 1919 – 10, 100, 250 und 1000 Karbowanez
- Oktober 1919 – 25 Karbowanez

Nach dem Anschluss an die Sowjetunion galt in der Ukraine zunächst der „Bolschewistische Tausender“, der jedoch einen sehr schlechten Kurs gegenüber dem Karbowanez hatte. Erneut gab es zwischen 1922 und 1924 Währungsreformen, die zunächst den sowjetischen Tscherwonez, dann den sowjetischen Karbowanez und später schließlich den Rubel einführten.

## Zweite Epoche

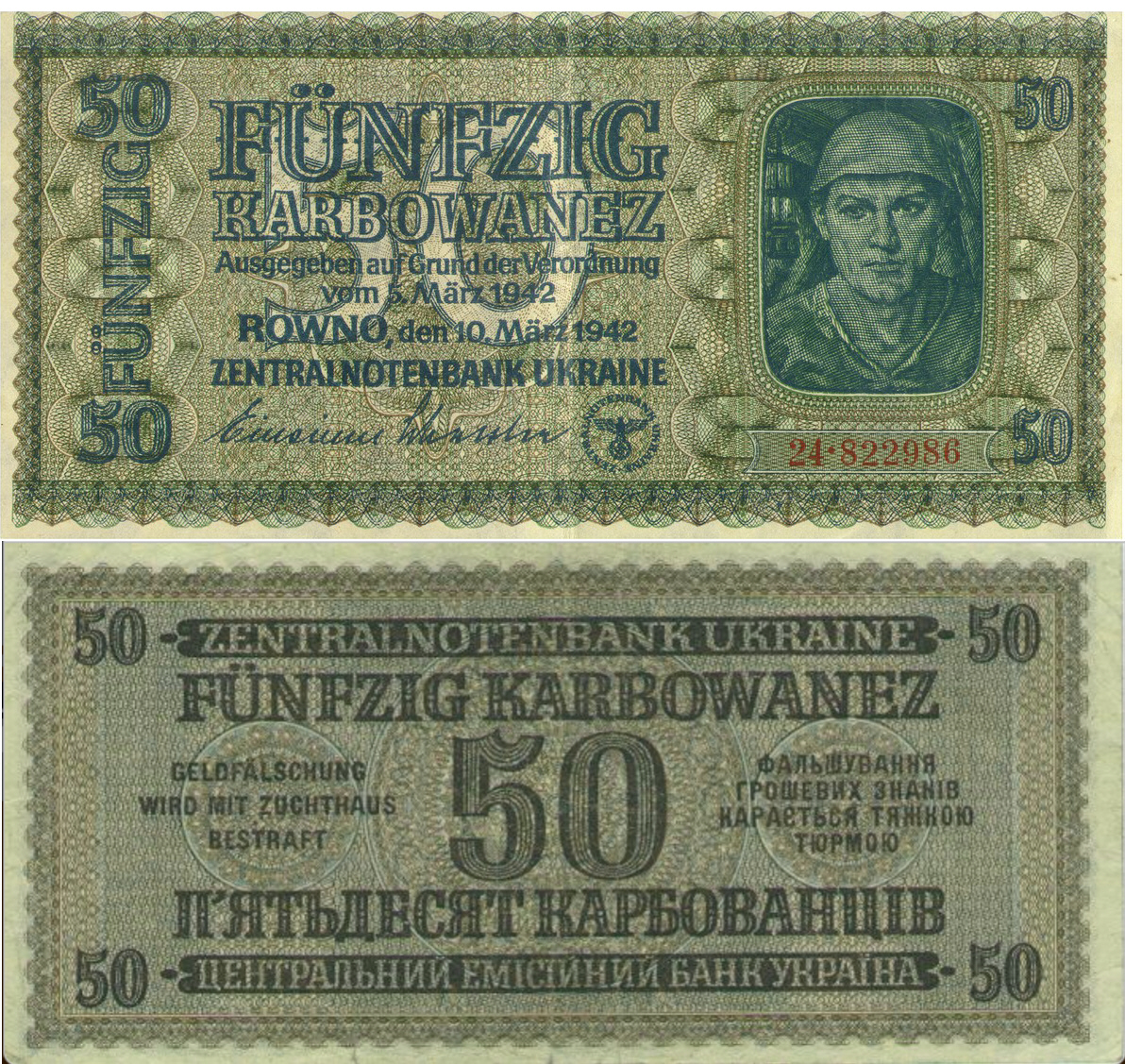
50 Karbowanez (1942)

Zur Zeit der deutschen Besatzung 1942 bis 1945 wurden von der Zentralnotenbank der Ukraine mit Sitz in Rowno (heutiger Name Riwne) Karbowanez-Banknoten (zu 1, 2, 5, 10, 20, 50, 100, 200 und 500) ausgegeben. Diese waren in der Reichsdruckerei zu Berlin gedruckt worden. Die 2-Karbowanez-Banknote wurde nie in Umlauf gebracht. Die Karbowanez wurden am 25. Juli 1942 eingeführt, die Bevölkerung des Reichskommissariats Ukraine musste alle sowjetischen Geldscheine im Werte über 5 Rubel abliefern. Diese wurden wie Teile der Gehälter der Ostarbeiter auf Sperrkonten der Zentralwirtschaftsbank Ukraine gegen Quittung gutgeschrieben, allerdings nie ausbezahlt. Deshalb waren danach Reichsmarkscheine, Karbowanez, sowjetische Scheine zu 1 und 3 Rubel, sowjetisches Kleingeld und deutsche Kleinmünzen zu 1, 5 und 10 Pfennig aus Zink im Umlauf. Es galt ein offizieller Kurs von 10 Reichspfennig = 1 Karbowanez = 1 Rubel.
Die Karbowanez liefen ausschließlich auf dem Territorium des „Reichskommissariats Ukraine“ um. Der laufende Kurs war sehr schwankend und im Frühling 1944 wurden die Karbowanez fast wertlos (der sowjetische Rubel ebenfalls). Im Mai 1944 begann die Massenablehnung der Karbowanez- und Reichsmarkscheine, sowie der 1-, 5- und 10-Pfennig-Münzen. Nach der sowjetischen Machtübernahme der Ukraine wurden die Karbowanez- und Reichsmarkscheine außer Kurs gesetzt und vernichtet. Besitzer von Karbowanez wurden zumeist von der sowjetischen Geheimpolizei NKWD festgenommen und als Kollaborateure abgeurteilt. Auf Besitz von Karbowanez stand als Strafmaß die Todesstrafe.

## Dritte Epoche
Nach der 1991 erfolgten Auflösung der Sowjetunion und der Gründung eines neuen ukrainischen Staates wurde 1992 eine Übergangswährung (Kupon-Karbowanez/купоно-карбованець) eingeführt, die wegen der wirtschaftlichen Krise in dieser Zeit unter einer Hyperinflation zu leiden hatte. So war der mittlere Jahreskurs 1992 135 Kupons für eine Deutsche Mark, 1995 gab es für eine DM 102.886 Kupons. 1996 wurde der Karbowanez durch die Hrywnja abgelöst.

### Galerie

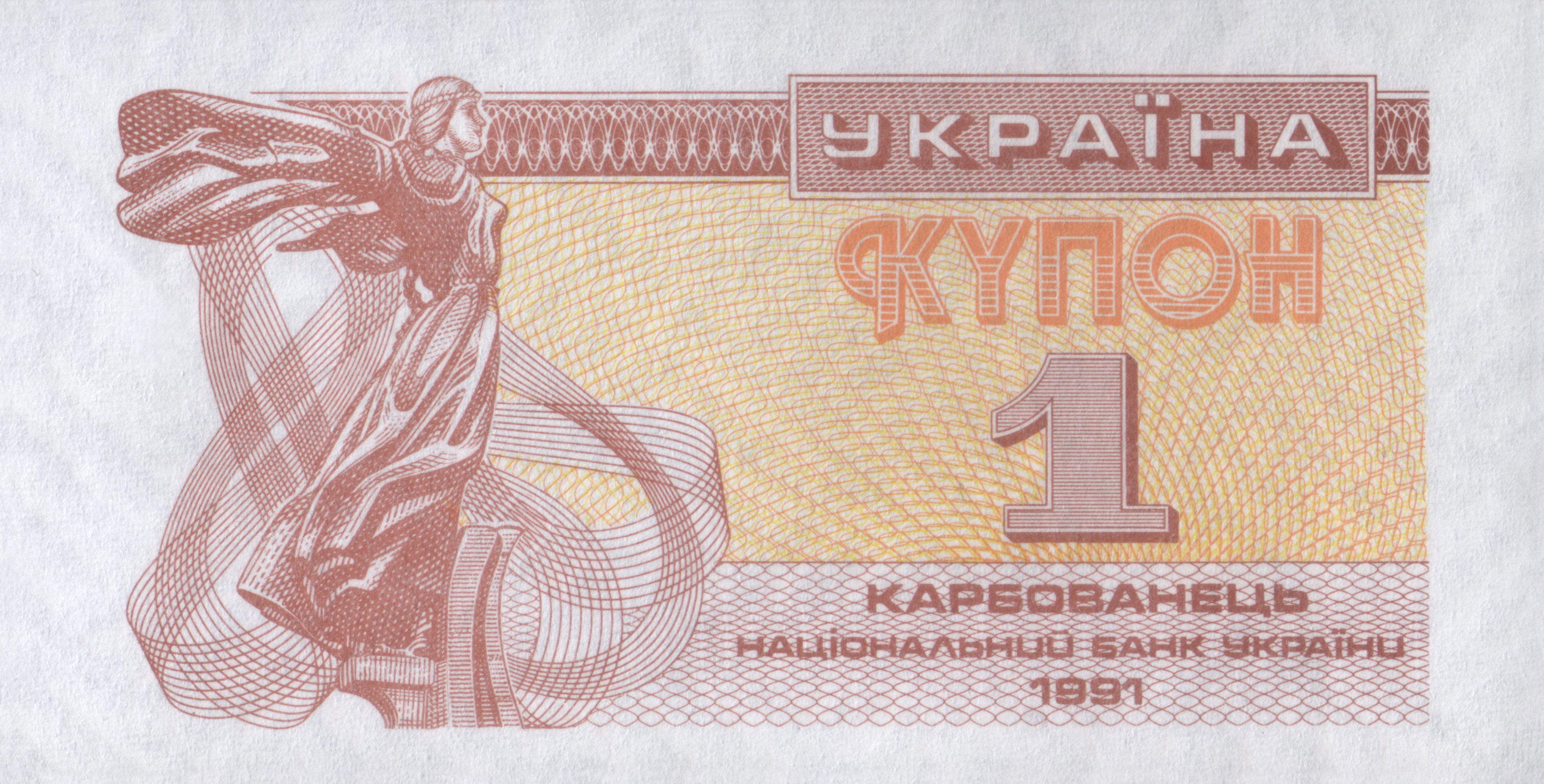
1 Karb. (1991) vorn
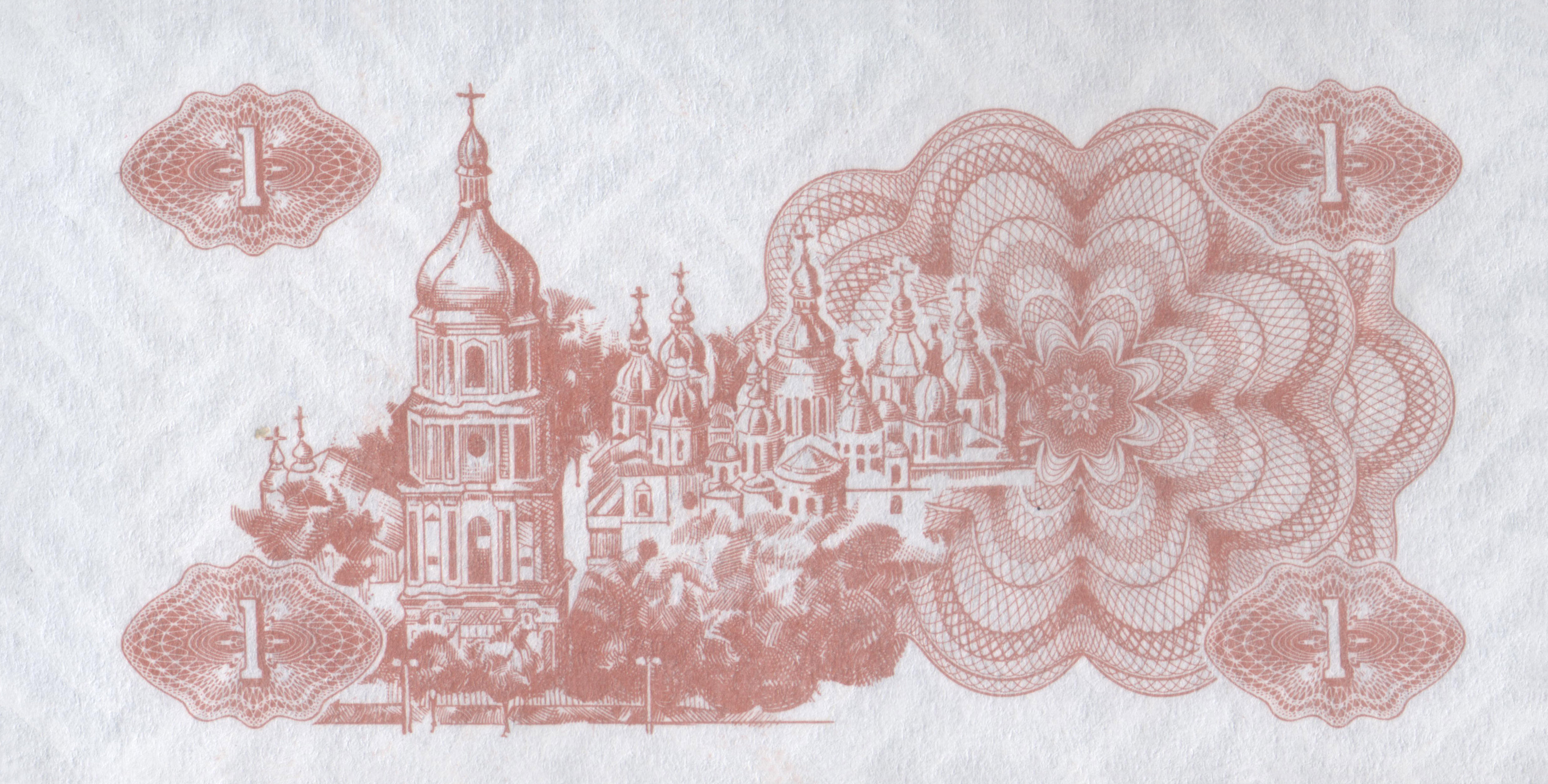
1 Karb. (1991) hinten
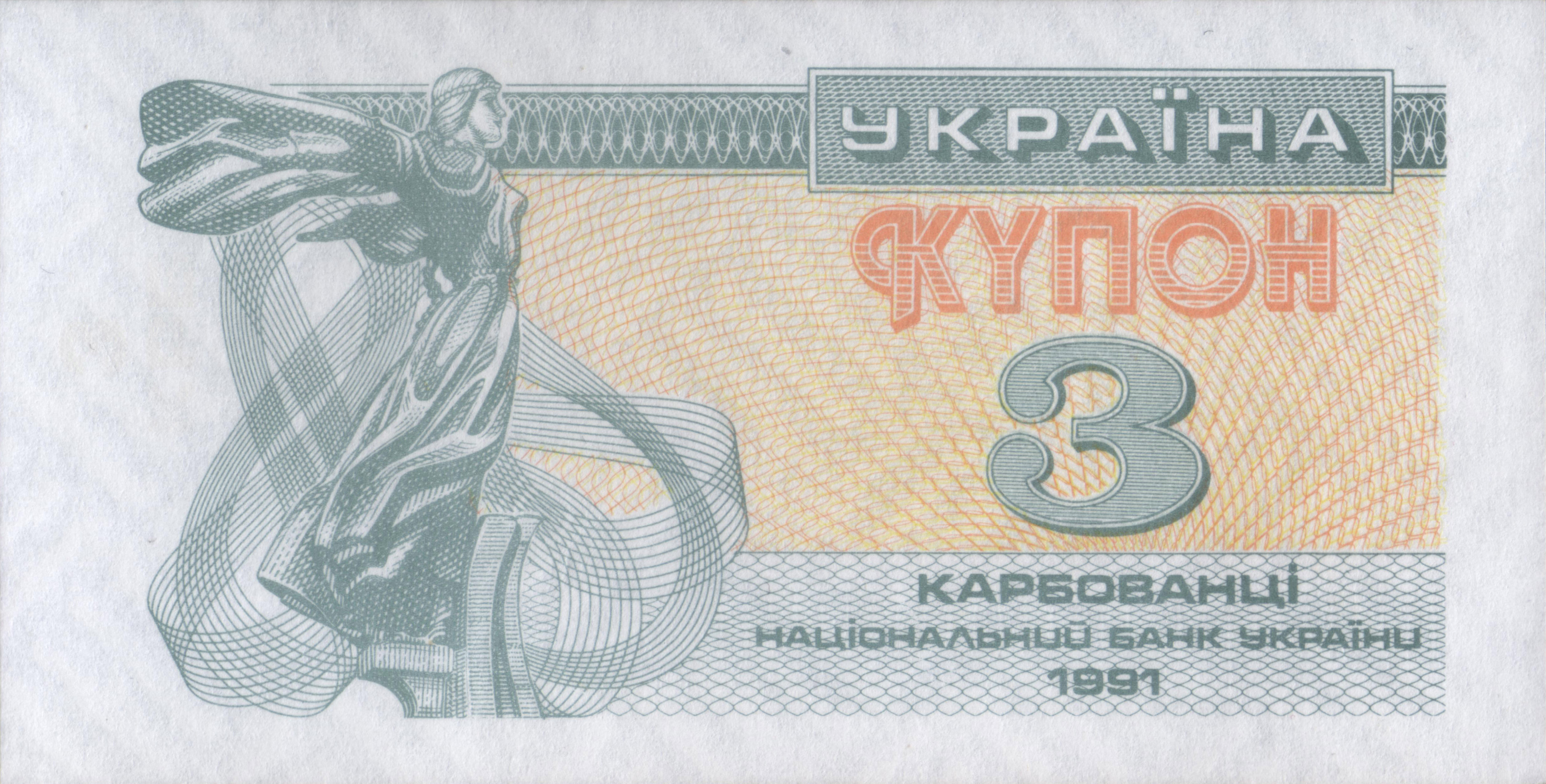
3 Karb. (1991) vorn
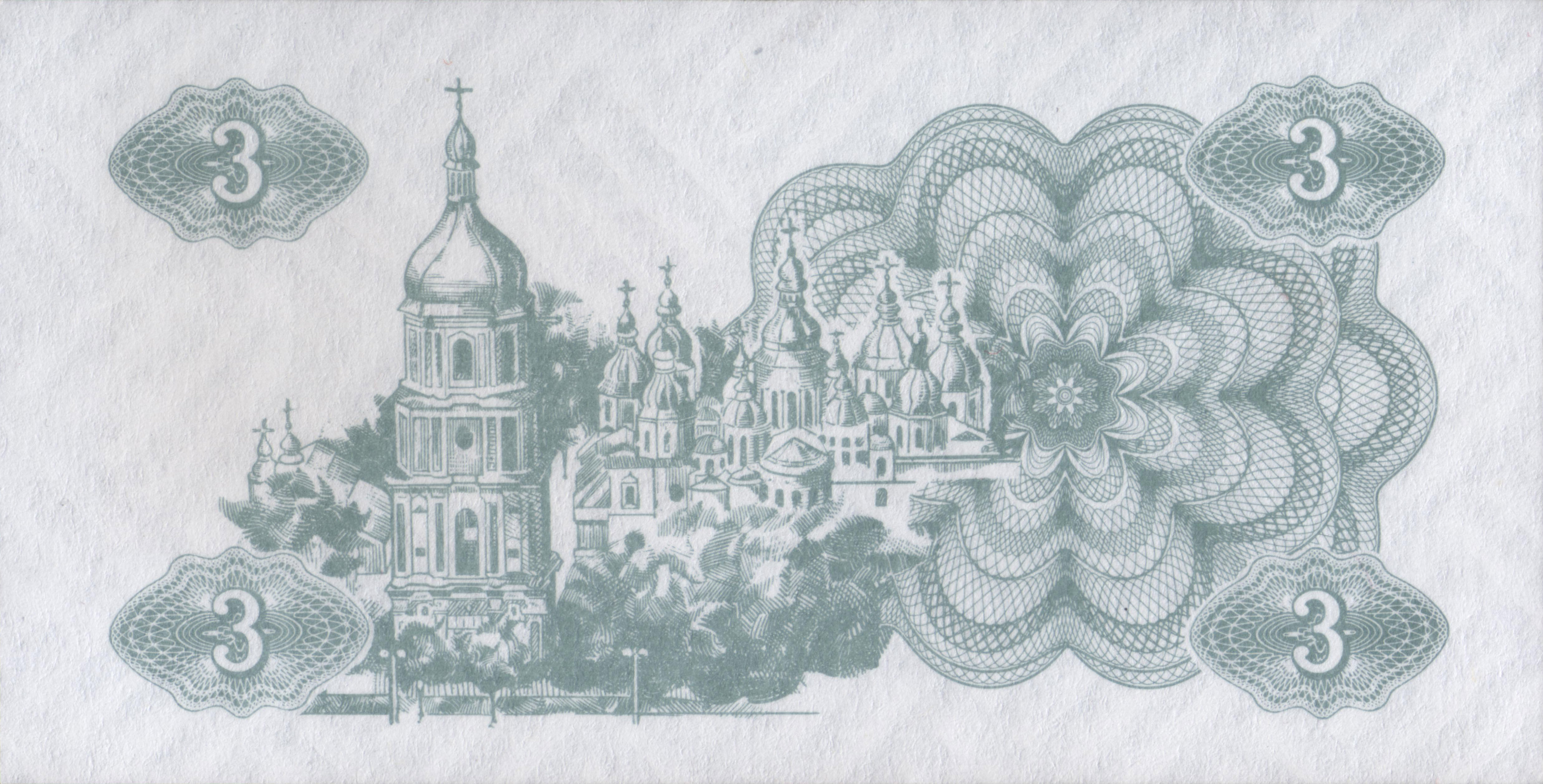
3 Karb. (1991) hinten
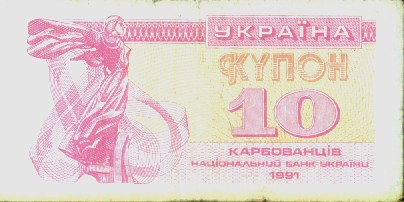
10 Karb. (1991) vorn
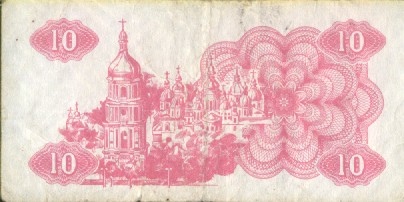
10 Karb. (1991) hinten
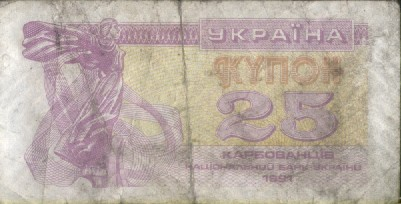
25 Karb. (1991) vorn
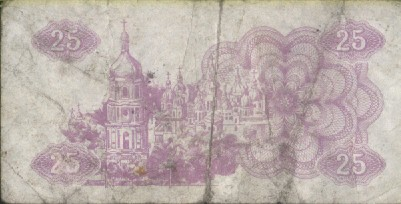
25 Karb. (1991) hinten
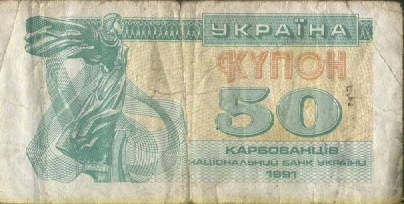
50 Karb. (1991) vorn
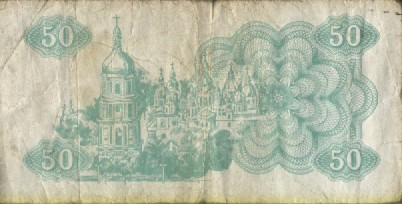
50 Karb. (1991) hinten
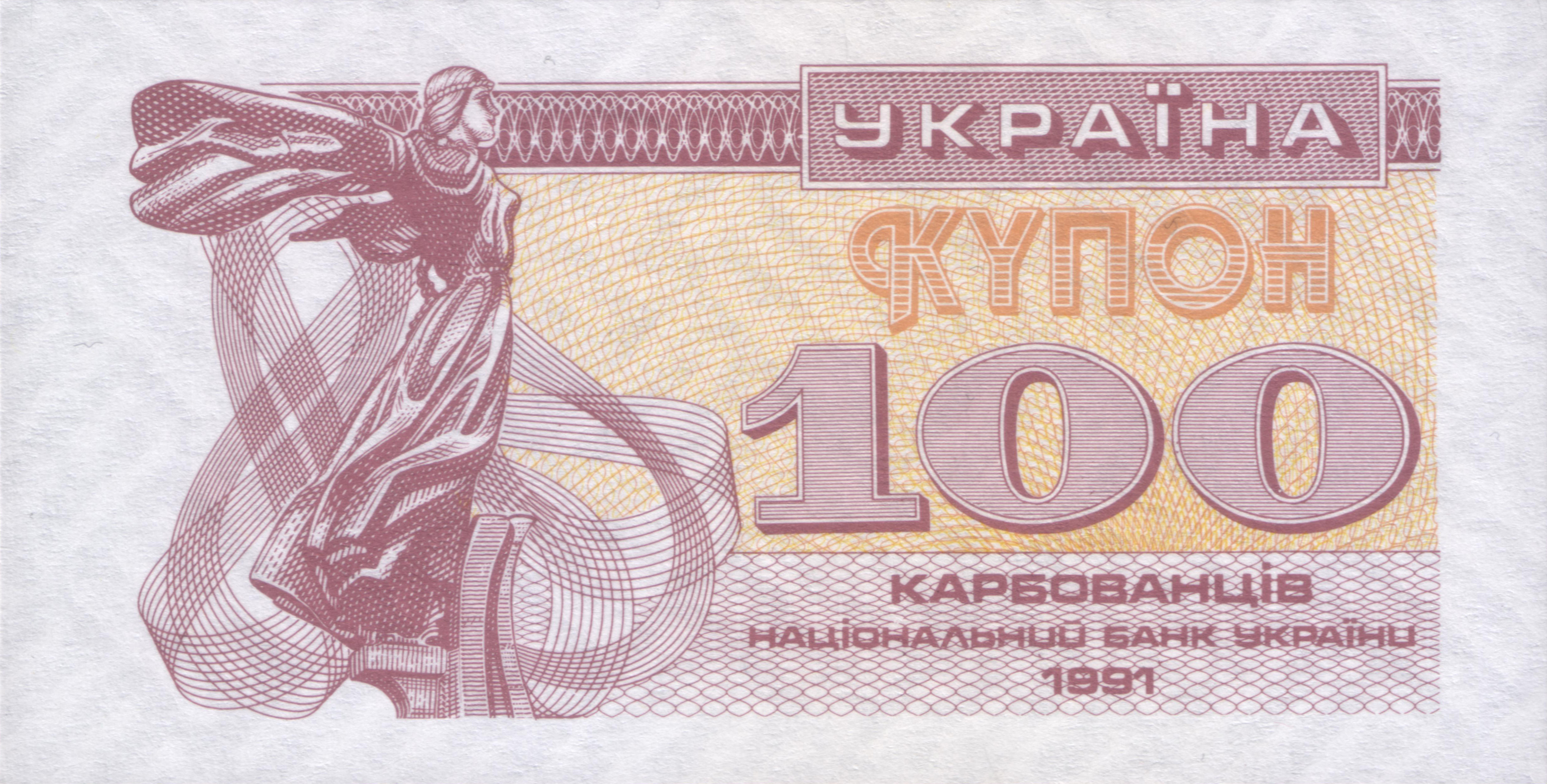
100 Karb. (1991) vorn
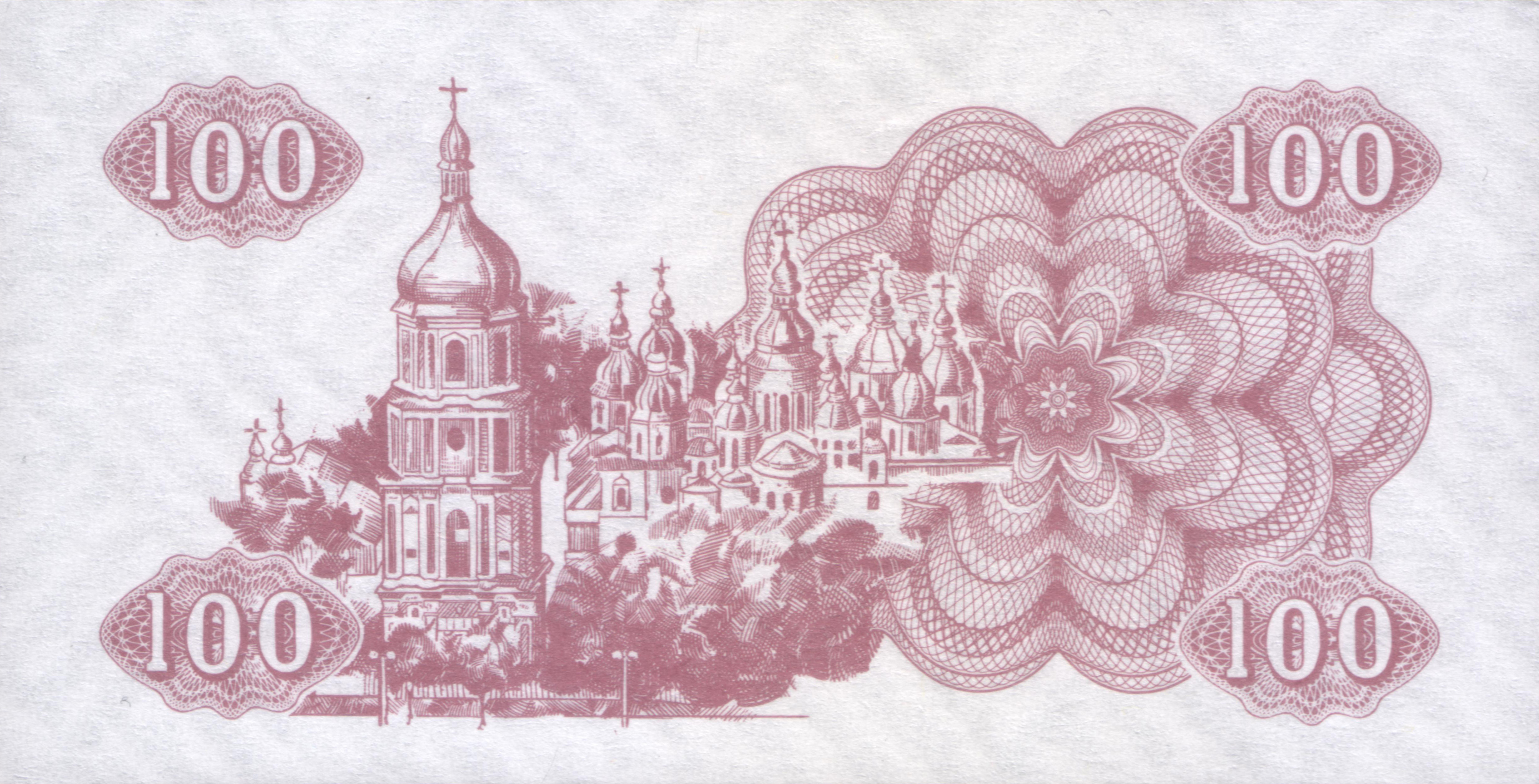
100 Karb. (1991) hinten
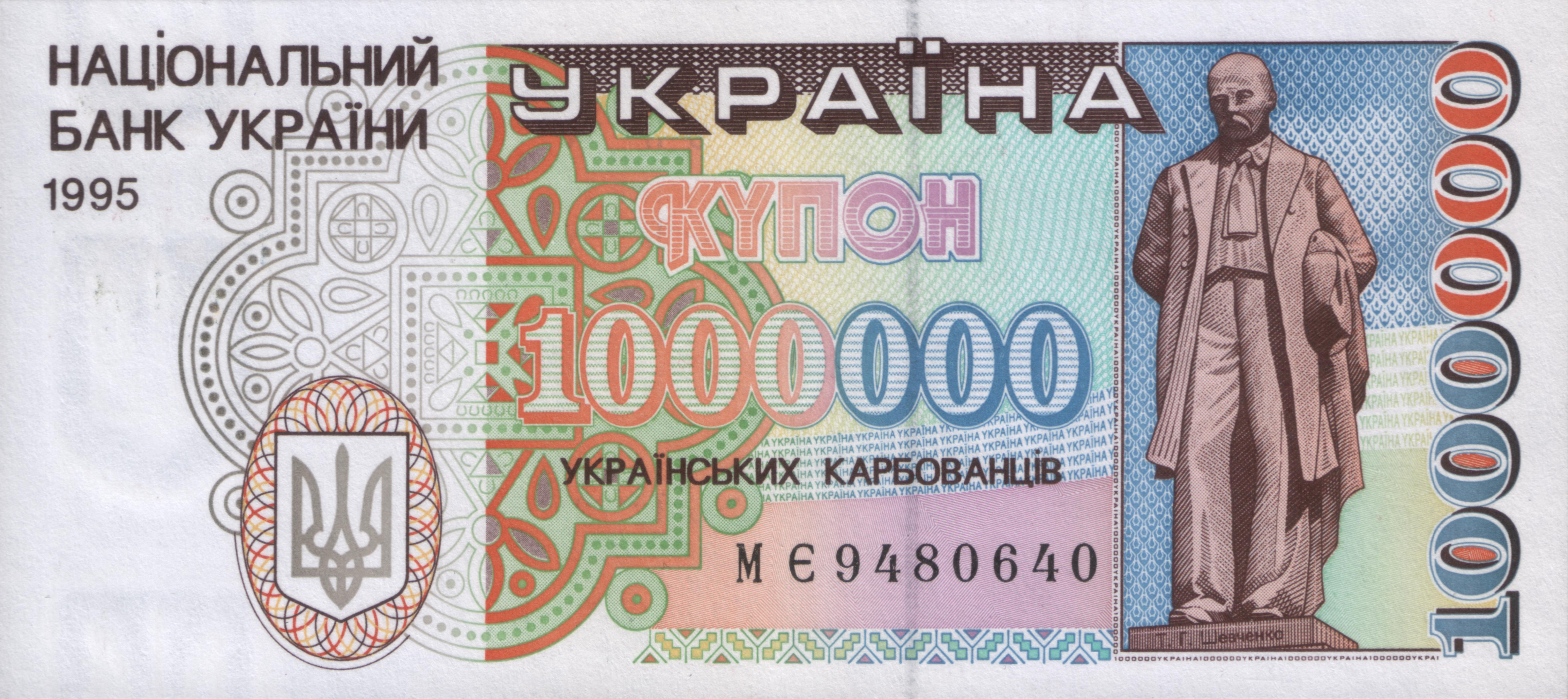
1 Million Karb. (1995) vorn
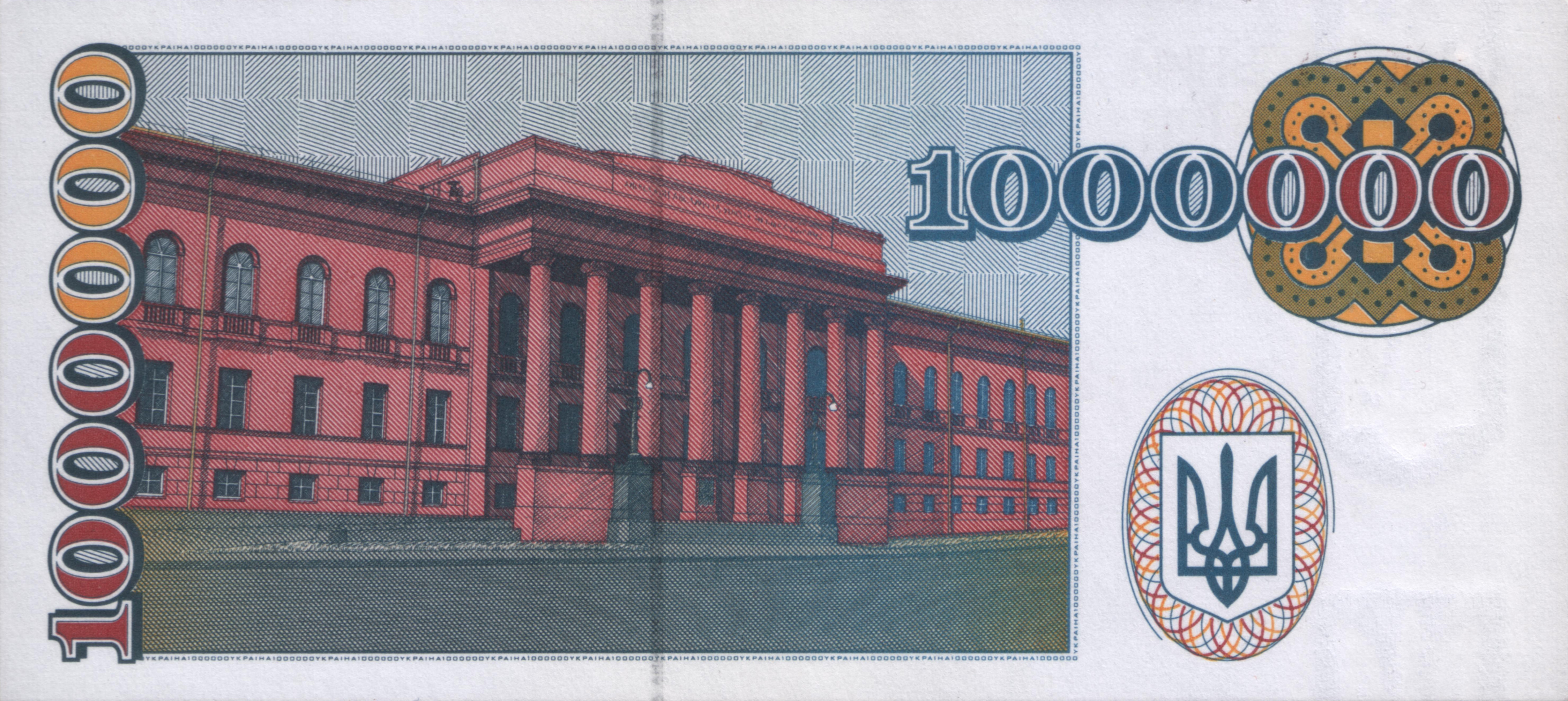
1 Million Karb. (1995) hinten